# Scaphium immaculatum

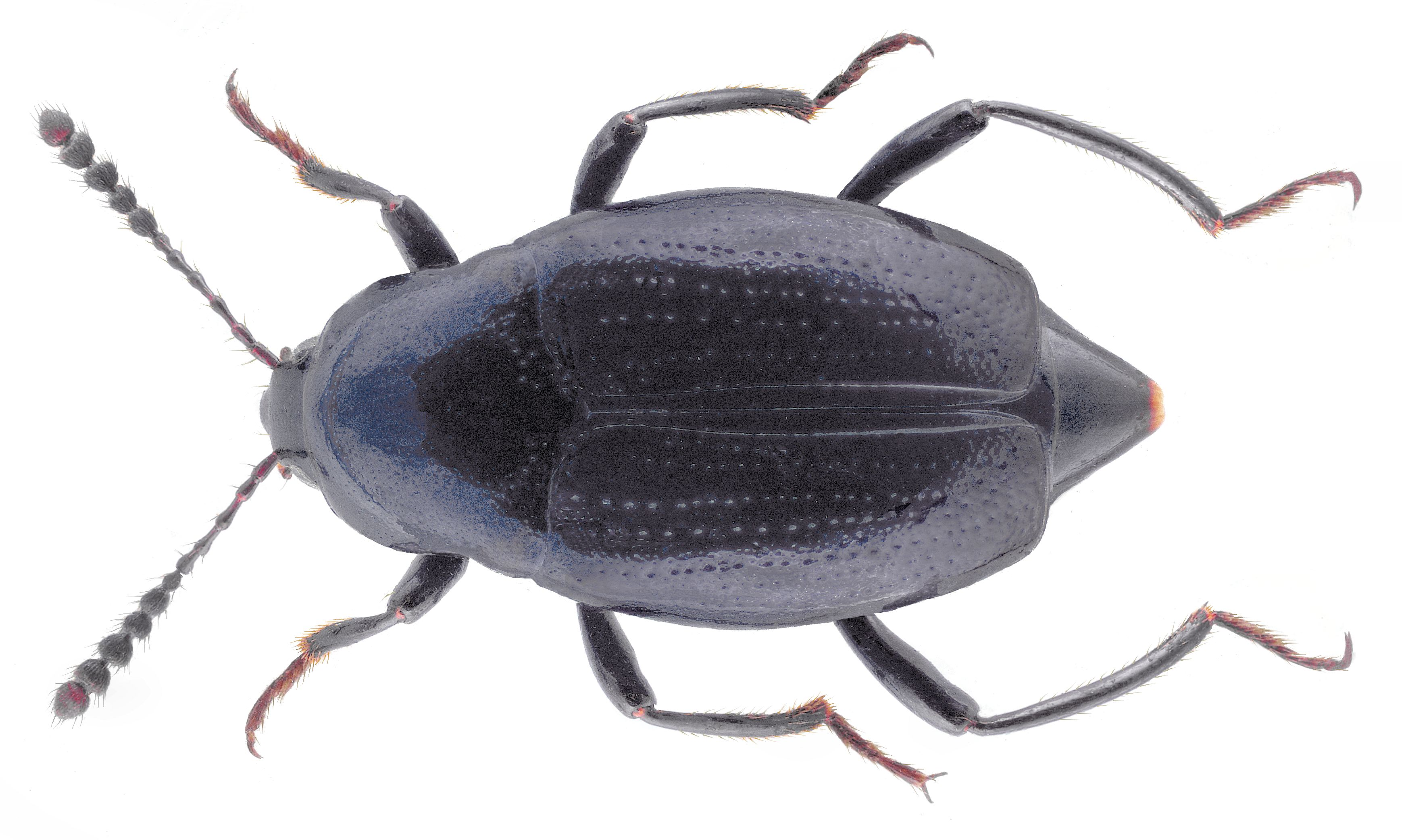
Präparat, Dorsalansicht

Scaphium immaculatum ist ein Käfer aus der Unterfamilie der Kahnkäfer (Scaphidiinae). Die Art ist der einzige Vertreter seiner Gattung in Europa. 

## Merkmale
Die Käfer erreichen eine Körperlänge von 5 bis 6,5 Millimetern. Ihr schwarzer, kahler Körper ist langgestreckt und elliptisch-kahnförmig. Der nach vorne konisch zulaufende Halsschild ist an den Seiten hinter der Mitte etwas eingeschnürt und hat einen Schrägeindruck. Seine Oberfläche ist fein punktiert, vor der Basis befindet sich ein größerer Halbbogen mit Punkten. Die Deckflügel sind ungefleckt und tragen sechs Streifen mit Punkten. Die Streifen sind hinten und an den Seiten verkürzt. Basal findet sich eine grobe quere, etwas gekrümmte Punktreihe. Zwischen den Punktstreifen ist die Oberfläche der Deckflügel fein punktiert. Die Flügeldeckennaht ist tief eingedrückt. Die Schienen (Tibien) der Hinterbeine sind stark gekrümmt. Die Basis der Fühler, die Tarsen und Palpen sind braunrot gefärbt, die Fühlerspitze ist etwas getrübt. Die Schienen und Schenkel (Femora) sind dunkelbraun. Der Kopf der Tiere ist nahezu glatt. 

## Vorkommen und Lebensweise
Die Art kommt in Süd- und Westeuropa vor. Sie besiedelt das Mittelmeergebiet vom Süden Frankreichs über Italien bis zur Balkanhalbinsel und Griechenland sowie Nordafrika. In Mitteleuropa ist die Art nördlich bis nach Ungarn, die Slowakei und Österreich verbreitet. Im Westen reicht die Verbreitung nach Nordfrankreich, den Süden Englands, Holland und den Westen Deutschlands. Die Art ist wärmeliebend und lebt im Moos, der Bodenstreu und an schimmelndem Holz und faulenden Pilze. Die Käfer beobachtet man von Mai bis Anfang November. Die Art wird in Deutschland in der Roten Liste 3 als „gefährdet“ geführt.